# Newtype
Newtype (ニュータイプ, Nyūtaipu) é uma revista japonesa de periodicidade mensal que trata sobre animes e mangás (e de maneira menos extensa, tokusatsu, ficção científica japonesa e Video games), começou a ser lançada pela editora Kadokawa Shoten no dia 8 de Março de 1985. Uma versão em inglês da revista tem sido publicada desde Outubro de 2003 no Estados Unidos e na Inglaterra denominada Newtype USA; uma outra versão da Newtype também é publicada na Coreia do Sul. Publicações spin-off da Newtype também são lançadas como a Newtype Hero (dedicada exclusivamente a tokusatsus), a NewWORDS (dedicada ao mercado mais adulto) e a NyanType (dedicada a animes de temática moe), assim como várias outras ediçoes limitadas (como a Clamp Newtype).
O nome da revista se origina do termo Newtype utilizado nas primeiras series de Gundam do calendario Universal Century, em particular das series Mobile Suit Gundam (1979) e de sua sequencia Mobile Suit Zeta Gundam (1985). A revista Newtype começou a ser lançada uma semana após Zeta Gundam ter estreado na TV japonesa no dia 2 de Março de 1985.
O termo Newtype na série significa ´´o novo estagio da evolução humana``.
É a revista de animes mais vendida do Japão. E considerada junto com a Animage e a Animedia a  maior do genêro.

## Conteudo

### Colunas
Todos os meses a Newtype publica diversas colunas, normalmente são escritas por criadores da indústria do anime e do mangá, além de grandes conhecedores da história do anime e mangá no Japão. Alguns dos últimos escritores que contribuíram nessas colunas incluem Satsuki Igarashi (membra do famoso grupo CLAMP), Mahiro Maeda, Goro Taniguchi e Gilles Poitras.

### Mangas
Dentre os mangás ja publicados pela Newtype estão The Five Star Stories de Mamoru Nagano, a adaptaçao em mangá da light novel de Full Metal Panic, Angel/Dust, Chrono Crusade, Aoi House, Lagoon Engine Einsatz e Angel/Dust Neo.
Atualmente a revista está serializando o mangá Kobato criado pelo grupo CLAMP.

### Light Novels
Assim como nos mangás, várias light novels também ja foram publicadas na Newtype ao longo dos anos. Entre elas estão 'For the Barrel' (uma adaptaçao abstrata da trilogia de filmes da primeira série de Gundam contando o roteiro original da série); a novelizaçao do anime Overman King Gainer (acompanhadas de ilustraçoes do character design do anime Kinu Nishimura); 'Trigun : Overload' (uma história  a pár da série de TV e do mangá, escrita pelo proprio criador do mangá Yasuhiro Nightow); e a história 'Gaia Gear', escrita por Yoshiyuki Tomino (criador da série Gundam), situada em um futuro muito distante do calendario 'Universal Century' da série Gundam.

### Programa televisivo
O Newtype Channel é um programa de televisão realizado pela revista Newtype e exibido pela internet, é um programa de meia hora dedicado a animes, mangas, tokusatsus, videogames e temas relacionados ao mundo otaku.

## Anime Grand Prix
O Anime Grand Prix é uma premiação anual que a revista Animage da Tokuma Shoten, realiza em conjunto com editores de diversas outras revistas incluindo a Newtype, premiando sempre os melhores animes do ano na opinião do seus leitores e editores. Porém as premições do Anime Grand Prix da Newtype é diferente da Animage, por isso tem vencedores diferentes nas duas revistas.

### Título
| No. | Ano          | Título Estúdio                                     | Tipo                            |       |
| --- | ------------ | -------------------------------------------------- | ------------------------------- | ----- |
| 1   | 1979         | Mobile Suit Gundam                                 | Sunrise                         | TV    |
| 2   | 1980 (1º S.) | Space Runaway Ideon                                | Sunrise                         | TV    |
| 3   | 1980 (2º S.) | Adieu Galaxy Express 999                           | Toei Animation                  | Filme |
| 4   | 1981         | Ashita no Joe 2                                    | Toei Animation                  | Filme |
| 5   | 1982         | Rokushin Gattai Godmars (Empate)                   | Tokyo Movie Shinsha             | TV    |
| 5   | 1982         | The Super Dimension Fortress Macross (Empate)      | Studio Nue, Artland & Tatsunoko | TV    |
| 6   | 1983         | Crusher Joe                                        | Studio Nue & Sunrise            | Filme |
| 7   | 1984         | Nausicaä of the Valley of the Wind                 | Topcraft                        | Filme |
| 8   | 1985         | Dirty Pair                                         | Sunrise                         | TV    |
| 9   | 1986         | Laputa: Castle in the Sky                          | Estúdio Ghibli                  | Filme |
| 10  | 1987         | Dragon Ball                                        | Toei Animation                  | TV    |
| 11  | 1988         | Tonari no Totoro                                   | Estúdio Ghibli                  | Filme |
| 12  | 1989         | Akira                                              | Tokyo Movie Shinsha             | Filme |
| 13  | 1990         | Nadia: The Secret of Blue Water                    | Gainax                          | TV    |
| 14  | 1991         | Legend of the Galactic Heroes                      | Kitty Films                     | OAV   |
| 15  | 1992         | Sailor Moon                                        | Toei Animation                  | TV    |
| 16  | 1993         | YuYu Hakusho                                       | Estúdio Pierrot                 | TV    |
| 17  | 1994         | YuYu Hakusho                                       | Estúdio Pierrot                 | TV    |
| 18  | 1995         | Neon Genesis Evangelion                            | Gainax & Tatsunoko              | TV    |
| 19  | 1996         | Neon Genesis Evangelion                            | Gainax & Tatsunoko              | TV    |
| 20  | 1997         | The End of Evangelion (Empate)                     | Gainax & Production I.G         | Filme |
| 20  | 1997         | Mononoke Hime (Empate)                             | Estúdio Ghibli                  | Filme |
| 21  | 1998         | Martian Successor Nadesico: The Prince of Darkness | Xebec                           | Filme |
| 22  | 1999         | Cowboy Bebop                                       | Sunrise                         | TV    |
| 23  | 2000         | Cardcaptor Sakura                                  | Madhouse                        | TV    |
| 24  | 2001         | Fruits Basket                                      | Studio DEEN                     | TV    |
| 25  | 2002         | Mobile Suit Gundam SEED                            | Sunrise                         | TV    |
| 26  | 2003         | Fullmetal Alchemist                                | Bones                           | TV    |
| 27  | 2004         | Mobile Suit Gundam SEED Destiny                    | Sunrise                         | TV    |
| 28  | 2005         | Gankutsuou: The Count of Monte Cristo              | GONZO                           | TV    |
| 29  | 2006         | Code Geass: Lelouch of the Rebellion               | Sunrise                         | TV    |
| 30  | 2007         | Code Geass: Lelouch of the Rebellion R2            | Sunrise                         | TV    |
| 31  | 2008         | Mobile Suit Gundam 00                              | Sunrise                         | TV    |
| 32  | 2009         | Higashi no Eden                                    | Production I.G                  | TV    |

### Personagem
| No. | Ano           | Personagem      | Título                       | Seiyuu         |
| --- | ------------- | --------------- | ---------------------------- | -------------- |
| 1   | 1979          | Captain Harlock | Space Pirate Captain Harlock | Makio Inoue    |
| 2   | 1980 (1º S.') | Char Aznable    | Mobile Suit Gundam           | Shūichi Ikeda  |
| 3   | 1980 (2º S.') | Joe Shimamura   | Cyborg 009                   | Kazuhiko Inoue |
| 4   | 1981          | Lupin III       | Lupin III                    | Yasuo Yamada   |
| 5   | 1982          | Takeru Myoujin  | Rokushin Gattai Godmars      | Yuu Mizushima  |

| No. | Ano  | Personagem Masculino | Personagem Masculino                    | Personagem Masculino |  | Personagem Feminino | Personagem Feminino                     | Personagem Feminino |
| No. | Ano  | Personagem           | Título                                  | Seiyuu               |  | Personagem          | Título                                  | Seiyuu              |
| --- | ---- | -------------------- | --------------------------------------- | -------------------- |  | ------------------- | --------------------------------------- | ------------------- |
| 6   | 1983 | Chirico Cuvie        | Armored Trooper Votoms                  | Hozumi Gōda          |  | Lum Invader         | Urusei Yatsura                          | Fumi Hirano         |
| 7   | 1984 | Kenshiro             | Hokuto no Ken                           | Akira Kamiya         |  | Nausicaä            | Nausicaä of the Valley of the Wind      | Sumi Shimamoto      |
| 8   | 1985 | Tatsuya Uesugi       | Touch                                   | Yūji Mitsuya         |  | Four Murasame       | Mobile Suit Zeta Gundam                 | Saeko Shimazu       |
| 9   | 1986 | Kamille Bidan        | Mobile Suit Zeta Gundam                 | Nobuo Tobita         |  | Elpeo Puru          | Mobile Suit Gundam ZZ                   | Chieko Honda        |
| 10  | 1987 | J.J.                 | Zillion                                 | Toshihiko Seki       |  | Madoka Ayukawa      | Kimagure Orange Road                    | Hiromi Tsuru        |
| 11  | 1988 | Ryo Saeba            | City Hunter                             | Akira Kamiya         |  | Anise Farm          | Sonic Soldier Borgman                   | Yoshino Takamori    |
| 12  | 1989 | Ryo Saeba            | City Hunter 2                           | Akira Kamiya         |  | Kiki                | Majo no Takkyūbin                       | Minami Takayama     |
| 13  | 1990 | Ryo Saeba            | City Hunter 3                           | Akira Kamiya         |  | Nadia               | Nadia: The Secret of Blue Water         | Yoshino Takamori    |
| 14  | 1991 | Hayato Kazami        | Future GPX Cyber Formula                | Junichi Kanemaru     |  | Nadia               | Nadia: The Secret of Blue Water         | Yoshino Takamori    |
| 15  | 1992 | Hiei                 | YuYu Hakusho                            | Nobuyuki Hiyama      |  | Ami Mizuno          | Sailor Moon                             | Aya Hisakawa        |
| 16  | 1993 | Kurama               | YuYu Hakusho                            | Megumi Ogata         |  | Belldandy           | Oh My Goddess!                          | Kikuko Inoue        |
| 17  | 1994 | Kurama               | YuYu Hakusho                            | Megumi Ogata         |  | Haruka Tenoh        | Sailor Moon S                           | Megumi Ogata        |
| 18  | 1995 | Duo Maxwell          | New Mobile Report Gundam Wing           | Toshihiko Seki       |  | Rei Ayanami         | Neon Genesis Evangelion                 | Megumi Hayashibara  |
| 19  | 1996 | Shinji Ikari         | Neon Genesis Evangelion                 | Megumi Ogata         |  | Rei Ayanami         | Neon Genesis Evangelion                 | Megumi Hayashibara  |
| 20  | 1997 | Himura Kenshin       | Rurouni Kenshin                         | Mayo Suzukaze        |  | Lina Inverse        | Slayers Try                             | Megumi Hayashibara  |
| 21  | 1998 | Spike Spiegel        | Cowboy Bebop                            | Koichi Yamadera      |  | Ruri Hoshino        | Martian Successor Nadesico              | Omi Minami          |
| 22  | 1999 | Spike Spiegel        | Cowboy Bebop                            | Koichi Yamadera      |  | Sakura Kinomoto     | Cardcaptor Sakura                       | Sakura Tange        |
| 23  | 2000 | Genjyo Sanzo         | Saiyuki                                 | Toshihiko Seki       |  | Sakura Kinomoto     | Cardcaptor Sakura                       | Sakura Tange        |
| 24  | 2001 | InuYasha             | InuYasha                                | Kappei Yamaguchi     |  | Tohru Honda         | Fruits Basket                           | Yui Horie           |
| 25  | 2002 | Kira Yamato          | Mobile Suit Gundam SEED                 | Soichirō Hoshi       |  | Mizuho Kazami       | Onegai Teacher                          | Kikuko Inoue        |
| 26  | 2003 | Edward Elric         | Fullmetal Alchemist                     | Romi Paku            |  | Riza Hawkeye        | Fullmetal Alchemist                     | Michiko Neya        |
| 27  | 2004 | Athrun Zala          | Mobile Suit Gundam SEED Destiny         | Akira Ishida         |  | Lacus Clyne         | Mobile Suit Gundam SEED Destiny         | Rie Tanaka          |
| 28  | 2005 | Kira Yamato          | Mobile Suit Gundam SEED Destiny         | Soichirō Hoshi       |  | Lacus Clyne         | Mobile Suit Gundam SEED Destiny         | Rie Tanaka          |
| 29  | 2006 | Lelouch Lamperouge   | Code Geass: Lelouch of the Rebellion    | Jun Fukuyama         |  | Haruhi Suzumiya     | Suzumiya Haruhi no Yuuutsu              | Aya Hirano          |
| 30  | 2007 | Lelouch Lamperouge   | Code Geass: Lelouch of the Rebellion    | Jun Fukuyama         |  | C.C.                | Code Geass: Lelouch of the Rebellion    | Yukana              |
| 31  | 2008 | Lelouch Lamperouge   | Code Geass: Lelouch of the Rebellion R2 | Jun Fukuyama         |  | C.C.                | Code Geass: Lelouch of the Rebellion R2 | Yukana              |
| 32  | 2009 | Kyon                 | Suzumiya Haruhi no Yuutsu               | Tomokazu Sugita      |  | Yui Hirasawa        | K-On!                                   | Aki Toyosaki        |

### Dublador
A escolha para selecionar os melhores dubladores (Seiyuus) são feitas levando em consideração as cartas e e-mails que os fans enviam para o escritório da Tokuma Shoten ao longo do ano, portanto não havendo interferência dos editores no processo de eleição. 
Megumi Hayashibara ganhou 12 vezes e Akira Kamiya, 11 vezes. A partir de 1991 a seleção para melhor dublador que antes era dividida nas categorias Feminino e Masculino virou uma única categoria geral.
| No. | Ano           | Seiyuu Masculino | Seiyuu Masculino     | Seiyuu Masculino                               |  | Seiyuu Feminino    | Seiyuu Feminino        | Seiyuu Feminino                    |
| No. | Ano           | Dublador         | Personagens notaveis | Título                                         |  | Dubladora          | Personagens notaveis   | Título                             |
| --- | ------------- | ---------------- | -------------------- | ---------------------------------------------- |  | ------------------ | ---------------------- | ---------------------------------- |
| 1   | 1979          | Akira Kamiya     | Akira Hibiki         | Brave Raideen                                  |  | Noriko Ohara       | Nobita Nobi            | Doraemon                           |
| 2   | 1980 1st half | Akira Kamiya     | Arthur               | King Arthur and the Knights of the Round Table |  | Noriko Ohara       | Nobita Nobi            | Doraemon                           |
| 3   | 1980 2nd half | Akira Kamiya     | Arthur               | King Arthur and the Knights of the Round Table |  | Noriko Ohara       | Nobita Nobi            | Doraemon                           |
| 4   | 1981          | Akira Kamiya     | Shotarou Mendou      | Urusei Yatsura                                 |  | Mami Koyama        | Arale Norimaki         | Dr. Slump                          |
| 5   | 1982          | Toshio Furukawa  | Ataru Moroboshi      | Urusei Yatsura                                 |  | Mami Koyama        | Minky Momo             | Magical Princess Minky Momo        |
| 6   | 1983          | Akira Kamiya     | Claude Mizusawa      | Future Police Urashiman                        |  | Mami Koyama        | Minky Momo             | Magical Princess Minky Momo        |
| 7   | 1984          | Akira Kamiya     | Kenshiro             | Hokuto no Ken                                  |  | Sumi Shimamoto     | Nausicaä               | Nausicaä of the Valley of the Wind |
| 8   | 1985          | Akira Kamiya     | Kenshiro             | Hokuto no Ken                                  |  | Saeko Shimazu      | Four Murasame          | Mobile Suit Zeta Gundam            |
| 9   | 1986          | Kazuki Yao       | Judau Ashta          | Mobile Suit Gundam ZZ                          |  | Mayumi Tanaka      | Pazu                   | Laputa: Castle in the Sky          |
| 10  | 1987          | Akira Kamiya     | Kenshiro             | Hokuto no Ken 2                                |  | Sumi Shimamoto     | Kyoko Otonashi         | Maison Ikkoku                      |
| 11  | 1988          | Akira Kamiya     | Kenshiro             | Hokuto no Ken 2                                |  | Sumi Shimamoto     | Kyoko Otonashi         | Maison Ikkoku                      |
| 12  | 1989          | Akira Kamiya     | Ryo Saeba            | City Hunter 2                                  |  | Megumi Hayashibara | Ranma Saotome (mulher) | Ranma ½                            |
| 13  | 1990          | Akira Kamiya     | Ryo Saeba            | City Hunter 3                                  |  | Megumi Hayashibara | Ranma Saotome (mulher) | Ranma ½                            |

| No. | Ano  | Seiyuu             | Personagens Notáveis   | Título(s)                               |
| --- | ---- | ------------------ | ---------------------- | --------------------------------------- |
| 14  | 1991 | Megumi Hayashibara | Ranma Saotome (mulher) | Ranma ½                                 |
| 14  | 1991 | Megumi Hayashibara | Minky Momo             | Magical Princess Minky Momo             |
| 15  | 1992 | Megumi Hayashibara | Ranma Saotome (mulher) | Ranma ½                                 |
| 15  | 1992 | Megumi Hayashibara | Minky Momo             | Magical Princess Minky Momo             |
| 16  | 1993 | Megumi Hayashibara | Ai Haibara             | Detective Conan                         |
| 16  | 1993 | Megumi Hayashibara | Aki                    | Tekkaman Blade                          |
| 17  | 1994 | Megumi Ogata       | Kurama                 | YuYu Hakusho                            |
| 17  | 1994 | Megumi Ogata       | Haruka Tenoh           | Sailor Moon S                           |
| 18  | 1995 | Megumi Hayashibara | Rei Ayanami            | Neon Genesis Evangelion                 |
| 18  | 1995 | Megumi Hayashibara | Lina Inverse           | Slayers                                 |
| 19  | 1996 | Megumi Hayashibara | Rei Ayanami            | Neon Genesis Evangelion                 |
| 19  | 1996 | Megumi Hayashibara | Lina Inverse           | Slayers Next                            |
| 20  | 1997 | Megumi Hayashibara | Rei Ayanami            | The End of Evangelion                   |
| 20  | 1997 | Megumi Hayashibara | Lina Inverse           | Slayers Try                             |
| 21  | 1998 | Megumi Hayashibara | Faye Valentine         | Cowboy Bebop                            |
| 22  | 1999 | Megumi Hayashibara | Faye Valentine         | Cowboy Bebop                            |
| 23  | 2000 | Megumi Hayashibara | Haruka Urashima        | Love Hina                               |
| 24  | 2001 | Megumi Hayashibara | Anna Kyoyama           | Shaman King                             |
| 25  | 2002 | Soichirou Hoshi    | Kira Yamato            | Mobile Suit Gundam SEED                 |
| 26  | 2003 | Romi Park          | Edward Elric           | Fullmetal Alchemist                     |
| 27  | 2004 | Akira Ishida       | Athrun Zala            | Gundam Seed Destiny                     |
| 28  | 2005 | Soichirou Hoshi    | Kira Yamato            | Gundam Seed Destiny                     |
| 29  | 2006 | Soichirou Hoshi    | Kira Yamato            | Gundam Seed Destiny                     |
| 30  | 2007 | Jun Fukuyama       | Lelouch Lamperouge     | Code Geass: Lelouch of the Rebellion    |
| 31  | 2008 | Jun Fukuyama       | Lelouch Lamperouge     | Code Geass: Lelouch of the Rebellion R2 |
| 32  | 2009 | Sawashiro Miyuki   | Suruga Kanbaru         | Bakemonogatari                          |
| 32  | 2009 | Aki Toyosaki       | Yui Hirasawa           | K-On!                                   |

### Anime Song
| No. | Ano          | Música                        | Tipo | Interprete                                            | Título                                                      |
| --- | ------------ | ----------------------------- | ---- | ----------------------------------------------------- | ----------------------------------------------------------- |
| 1   | 1979         | Kita no Okami, Minami no Tora | OP   | Mitsuko Horie                                         | Song of the Baseball Enthusiasts                            |
| 2   | 1980 (1º S.) | Fukkatsu no Ideon             | OP   | Isao Taira                                            | Space Runaway Ideon                                         |
| 3   | 1980 (2º S.) | Cosmos ni Kimi To             | ED   | Keiko Toda                                            | Space Runaway Ideon                                         |
| 4   | 1981         | Lum no Love Song              | OP   | Yuko Matsutani                                        | Urusei Yatsura                                              |
| 5   | 1982         | Macross                       | OP   | Makoto Fujiwara                                       | The Super Dimension Fortress Macross                        |
| 6   | 1983         | HELLO VIFAM                   | OP   | TAO                                                   | Ginga Hyoryu Vifam                                          |
| 7   | 1984         | Ai Oboeteimasuka?             | BGM  | Lynn Minmay (Mari Iijima)                             | The Super Dimension Fortress Macross: Do You Remember Love? |
| 8   | 1985         | Ro Ro Ro Russian roulette     | OP   | Meiko Nakahara                                        | Dirty Pair                                                  |
| 9   | 1986         | Kanashimi yo Konnichi Wa      | OP   | Yuki Saito                                            | Maison Ikkoku                                               |
| 10  | 1987         | Get Wild                      | ED   | TM Network                                            | City Hunter                                                 |
| 11  | 1988         | BEYOND THE TIME               | ED   | TM Network                                            | Mobile Suit Gundam: Char's CounterAttack                    |
| 12  | 1989         | Yasashisa ni Tsutsumaretanara | ED   | Yumi Matsutoya                                        | Majo no Takkyūbin                                           |
| 13  | 1990         | Blue Water                    | OP   | Miho Morikawa                                         | Nadia: The Secret of Blue Water                             |
| 14  | 1991         | Winners                       | ED   | G-Grip                                                | Future GPX Cyber Formula                                    |
| 15  | 1992         | Moonlight Densetsu            | OP   | DALI                                                  | Sailor Moon                                                 |
| 16  | 1993         | WE GOTTA POWER                | OP   | Hironobu Kageyama                                     | Dragon Ball Z                                               |
| 17  | 1994         | Yuzurenai Negai               | OP   | Naomi Tamura                                          | Magic Knight Rayearth                                       |
| 18  | 1995         | A Cruel Angel's Thesis        | OP   | Yoko Takahashi                                        | Neon Genesis Evangelion                                     |
| 19  | 1996         | A Cruel Angel's Thesis        | OP   | Yoko Takahashi                                        | Neon Genesis Evangelion                                     |
| 20  | 1997         | Rondo–Revolution              | OP   | Masami Okui                                           | Shoujo Kakumei Utena                                        |
| 21  | 1998         | Dearest                       | ED   | Yumi Matsuzawa                                        | Martian Successor Nadesico: The Prince of Darkness          |
| 22  | 1999         | Butter-Fly                    | ED   | Kouji Wada                                            | Digimon Adventure                                           |
| 23  | 2000         | Platinum                      | OP   | Maaya Sakamoto                                        | Cardcaptor Sakura                                           |
| 24  | 2001         | For Fruits Basket             | OP   | Ritsuko Okazaki                                       | Fruits Basket                                               |
| 25  | 2002         | Anna ni Issho Datta no Ni     | ED   | See-Saw                                               | Mobile Suit Gundam SEED                                     |
| 26  | 2003         | Melissa                       | OP   | Porno Graffitti                                       | Fullmetal Alchemist                                         |
| 27  | 2004         | Ignited                       | OP   | T.M.Revolution                                        | Mobile Suit Gundam SEED Destiny                             |
| 28  | 2005         | Vestige                       | OP   | See-Saw                                               | Mobile Suit Gundam SEED Destiny                             |
| 29  | 2006         | "COLORS"                      | OP   | FLOW                                                  | Code Geass: Lelouch of the Rebellion                        |
| 30  | 2007         | "Take It! Sailor Uniform"     | OP   | Aya Hirano, Emiri Katou, Kaori Fukuhara, and Aya Endo | Lucky Star                                                  |
| 31  | 2008         | "Diamond Crevasse"            | OP   | May'n                                                 | Macross Frontier                                            |
| 32  | 2009         | "Dont say "Lazy""             | ED   | Aki Toyosaki, Satomi Satou and Minako Kotobuki        | K-On!                                                       |